# Meliphaga montana
El mielero montano (Meliphaga montana) es una especie de ave paseriforme de la familia Meliphagidae endémica de Nueva Guinea.

## Distribución y hábitat
Se encuentra únicamente en los bosques húmedos de montaña de la isla de Nueva Guinea.